# Acetileto de prata

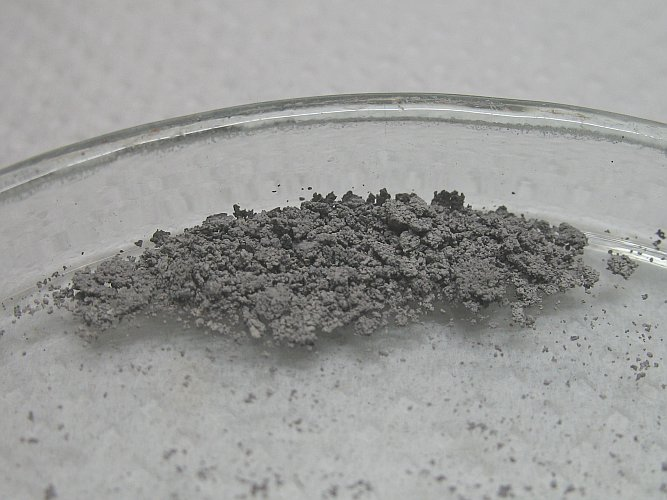
Acetileto de prata

Acetileto de prata é um composto químico inorgânico com fórmula Ag2C2, um acetileto metálico. O nome deriva da forma como é sintetizado, o nome alternativo carbeto de prata não é usado na literatura, embora a substância seja similar ao carbeto de cálcio. É sensível e altamente explosivo ao calor e ao choque com a incomum propriedade de que após a ignição não produz qualquer gás:
Ag2C2(s) → 2 Ag(s) + 2 C(s)

## Síntese
Acetileto de prata pode ser produzido por passar-se gás acetileno através de uma solução de nitrato de prata.
A equação é a seguinte:
2 AgNO3(aq) + C2H2(g) → Ag2C2(s) + 2 HNO3(aq)
O produto de reação é um precipitado branco a acinzentado. Esta é a mesma síntese de Berthelot na qual primeiramente obteve-se acetaleto de prata em 1866.
Acetileto de prata pode ser formado na superfície de prata ou ligas com alto teor de prata, eg. em tubos usados para o transporte de acetileno, se bronze, latão ou soldas contendo prata foram usados em suas juntas.

## Toxicidade
Como todos os sais de prata, acetileto de prata é tóxico. Ingestões pequenas como 2 gramas podem ser fatais.[carece de fontes?]